# Земя Елсуърт
Земя Елсуърт (на английски: Ellsworth Land) е територия от Западна Антарктида, простираща се между 77° и 100° з.д., от бреговете на Тихия океан – море Белингсхаузен до Южния полюс, на югозапад от Антарктическия полуостров. На изток граничи със Земя Палмер, Земя кралица Елизабет и шелфовия ледник Едит Роне, а на запад – със Земя Мери Бърд. По крайбрежието ѝ от изток на запад са разположени бреговете Брайан и Ейтс.
Земя Елсуърт е изцяло покрита с дебела ледена покривка, над която стърчат отделни оголени върхове. Средната надморска височина е около 2000 m, като мощността на ледената покривка е от 1000 до 3000 m. В централната ѝ част се простира обширното плато Холик-Кеньон, а източно от него, в близост до шелфовия ледник Едит Роне се издига най-високата планина в Антарктида Елсуърт с масива Винсън 4892 м. В най-южните части са масива Форд (2812 m) и планината Тил (2199 m). Крайбрежието на земя Елсуърт е обхванато от шелфовите ледници Абът на запад и Венъбъл на изток с ледения залив Елтанин. На северозапад между шелфовия ледник Абът и море Белингсхаузен е разположен големия остров Търстън с връх Хоторн 1036 m.
Първото запознаване и изследване на този сектор от Антарктида става през ноември 1935 г. по време на полета на американския полярен изследовател Линкълн Елсуърт, който в чест на своя баща наименува новооткритата територия Земя Джеймс Елсуърт. През 1962 г. Консултативният комитет по антарктическите названия на САЩ официално наименува тази част от територията на Антарктида Земя Елсуърт.